# 邦艾尔 (阿拉巴马州)
邦艾尔（英文：Bon Air），是美国阿拉巴马州下属的一座城市。面积约为1.33平方英里（约合3.44平方公里）。根据2010年美国人口普查，该市有人口116人，人口密度为87.42/平方英里（约合33.72/平方公里）。